# مارجوري مونتجومري
مارجوري مونتجومري (بالإنجليزية: Marjorie Montgomery)‏ هي راقصة ومصممة أزياء وممثلة أمريكية، (ولدت في سيكستون في الولايات المتحدة 1912 – 1991 م).

## وصلات خارجية
- مارجوري مونتجومري على موقع IMDb (الإنجليزية)